# Токіо Доум
Токіо Доум (яп. 東京ドーム, Tōkyō Dōmu) — критий стадіон у Бункьо, Токіо, Японія. Він був розроблений як бейсбольний стадіон після свого попередника, стадіону Коракуен (колишнє місце якого зараз займає готель Tokyo Dome і площа для цього стадіону). У Японії його часто використовують як одиницю розміру; наприклад, «нова споруда у п'ять разів більша за Токіо Доум».

## Будівництво
Будівництво стадіону розпочалося 16 травня 1985 року, а його відкриття відбулося 17 березня 1988 року. Він був побудований на місці Велодрому, що прилягає до стадіону Коракуен і саду Коісікава-Коракуен. Його максимальна загальна місткість 57 000 залежно від конфігурації, з конфігурацією для всіх місць 42 000.
Початкове прізвисько Токіо Доум було «Велике Яйце», а деякі називали його «Токійське велике яйце». Його куполоподібний дах являє собою конструкцію, що підтримується повітрям, армовану тросом 0,8 мм гнучку скловолоконну мембрану, яка підтримується незначним тиском усередині стадіону зі 150 000 м3/год за допомогою незалежних повітродувок. Він був розроблений компаніями Ніккен Секкей і Takenaka Corporation і створений за зразком Метродому Г'юберта Х. Гамфрі.

## Історія
Це домашнє поле бейсбольної команди Yomiuri Giants. 18 березня 1988 року, наступного дня після відкриття Токіо Доум, Yomiuri Giants провели гру, яка стала першою подією в Токіо Доум. Yomiuri Giants проводить близько 70 ігор на рік на своєму домашньому стадіоні Токіо Доум, а інші японські професійні бейсбольні команди іноді проводять кілька ігор на рік на Токіо Доум. Якщо Yomiuri Giants пройдуть до Climax Series або Japan Series, додаткові ігри будуть проведені в Токіо Доум. Матч Interleague, в якому беруть участь Yomiuri Giants, також пройде в Токіо Доум. У 2021 році Tokyo Yakult Swallows вийшли на Японську серію, але провели Японську серію на Токіо Доум замість свого домашнього стадіону Meiji Jingu Stadium. Це сталося через те, що японську серію довелося перенести через поширення інфекційної хвороби COVID-19, а дати збігалися з ігровими днями аматорських бейсбольних турнірів на стадіоні Meiji Jingu. Токіо Доум також є місцем розташування Зали слави японського бейсболу, який описує історію бейсболу в Японії.
Він також приймав міжнародні турніри з бейсболу, такі як World Baseball Classic і WBSC Premier12, Major League Baseball, музичні концерти, баскетбол, американський футбол та асоціаційні футбольні ігри, а також матчі пуроресу (професійної боротьби), події змішаних єдиноборств, події з кікбоксингу та гонки на вантажівках-монстрах. Він був першим японським футбольним майданчиком з відвідуваністю понад 50 000 глядачів.

## Токіо Доум Сіті
Токіо Доум є частиною великого розважального комплексу, відомого як Токіо Доум Сіті, побудованого на території колишнього Tokyo Koishikawa Arsenal. Токіо Доум Сіті включає парк розваг і Tokyo Dome City Attractions (колишній Kōrakuen Grounds). Цей парк розваг займає колишню територію стадіону Коракуен і включає в себе американські гірки під назвою Thunder Dolphin і колесо огляду без втулки. На території також є онсен під назвою Spa LaQua, різноманітні магазини, ресторани, центри відеоігор, найбільший комплекс ставок на кінні перегони JRA WINS у Токіо та Oft Korakuen, який обслуговує сільські біги.

## Помітні події, крім японського професійного бейсболу

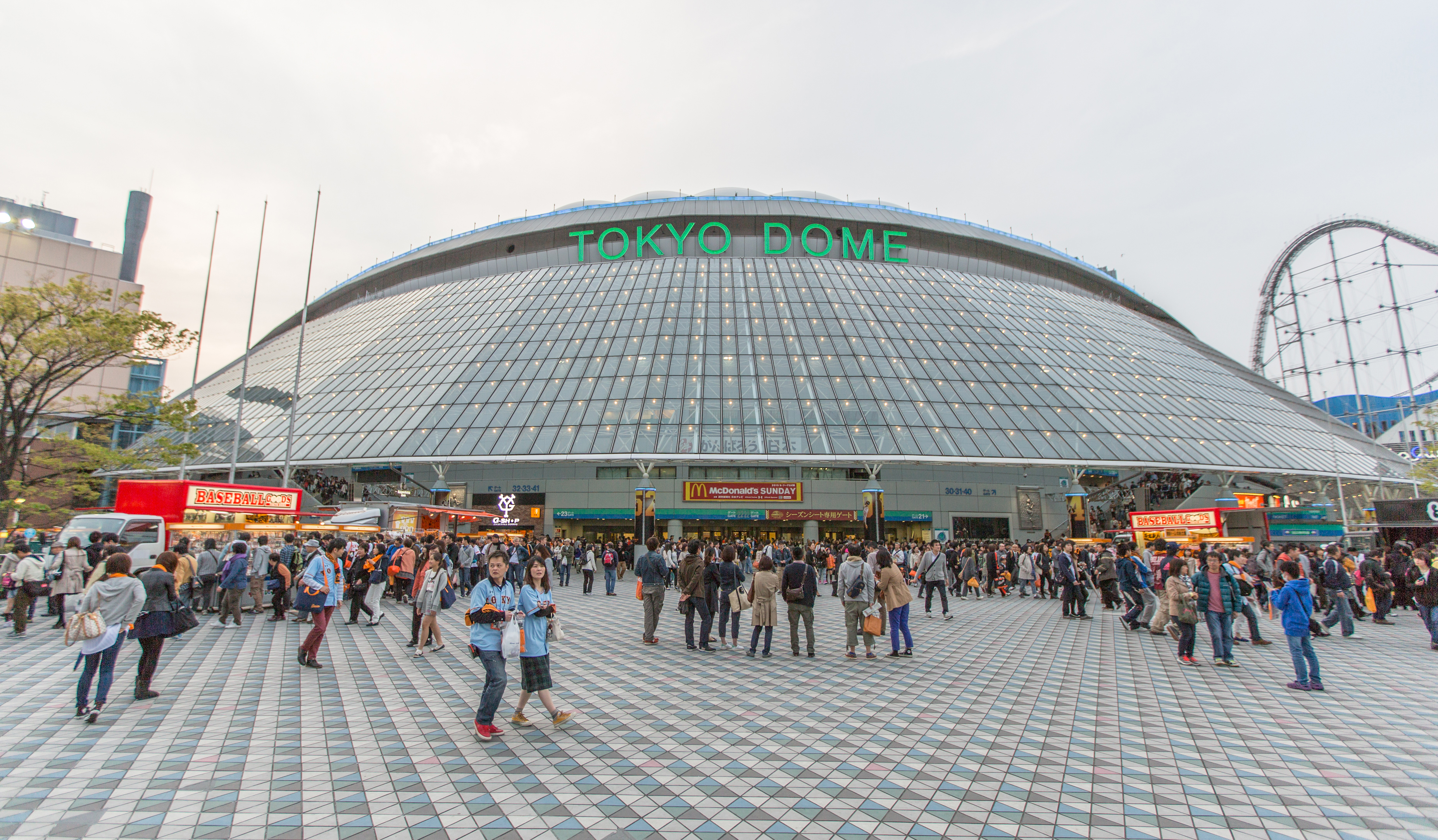
Токіо Доум

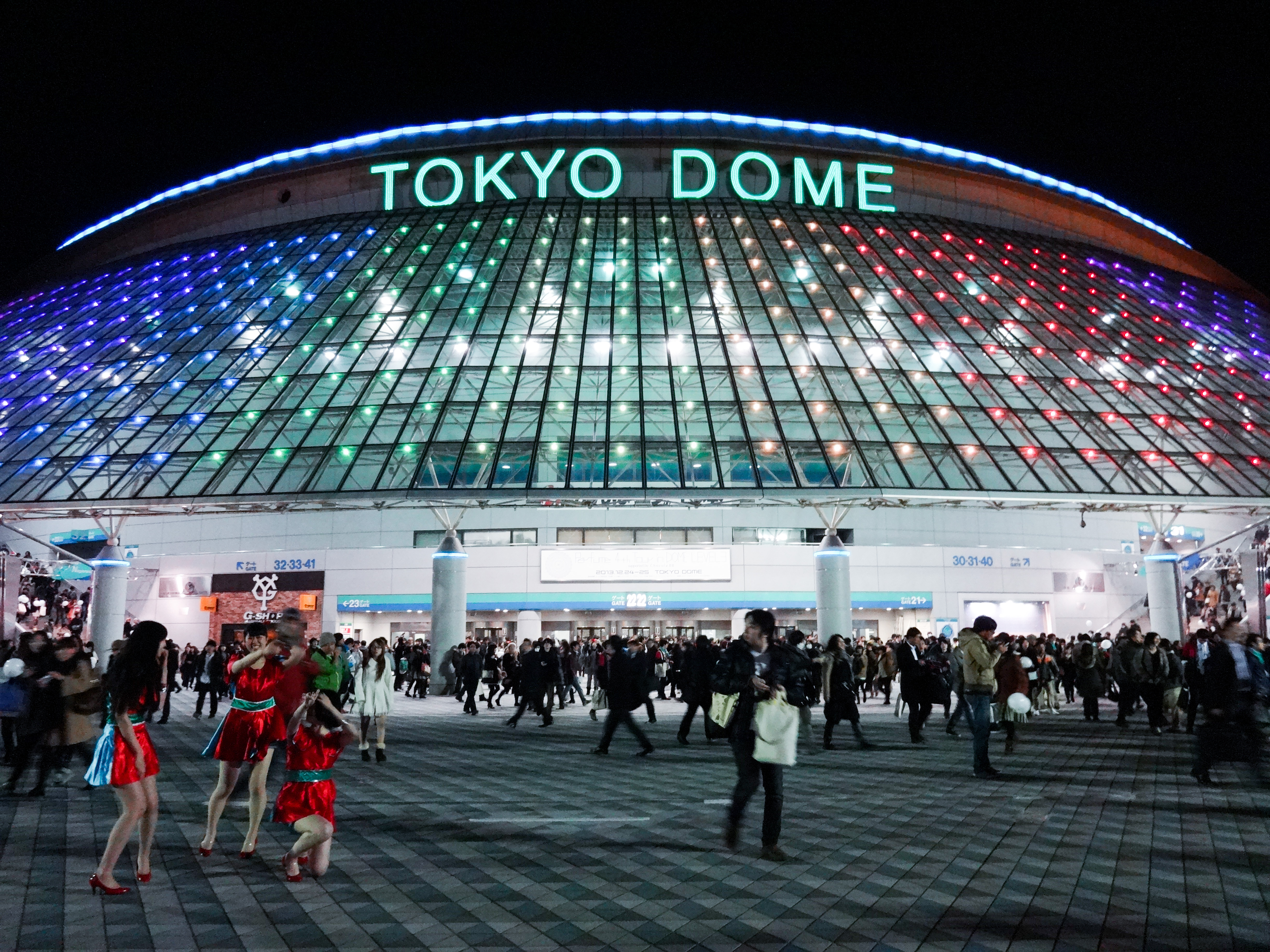
Токіо Доум вночі

### Міжнародні бейсбольні турніри та Вища бейсбольна ліга
Із 2000-х років Токіо Доум був обраний одним із бейсбольних стадіонів для проведення міжнародних бейсбольних турнірів. Стадіон Токіо Доум був обраний для проведення всіх п'яти змагань World Baseball Classic до 2023 року. Його також було обрано для проведення фіналу WBSC Premier 12, який проводився двічі.
Токіо Доум проводив різні ігри Вищої бейсбольної ліги, щоб відкрити сезони, причому перша серія — двоматчева між «Чикаго Кабс» і «Нью-Йорк Метс» у 2000 році — стала першим випадком, коли американські команди MLB зіграли ігри регулярного сезону в Азії. Чотири роки по тому «Нью-Йорк Янкіз», у складі якого був колишній відбиваючий/аутфілдер «Йоміурі Джайентс» Хідекі Мацуї, і «Тампа-Бей Девіл Рейз» зіграли дві гри на стадіоні, щоб розпочати сезон 2004 року. «Бостон Ред Сокс» і «Окленд Атлетикс» відкрили сезон MLB 2008 в Японії, а також змагалися проти японських команд. Щоб відкрити сезон 2012, «Сіетл Маринерс» і «Атлетикс», у першому з яких був Судзукі Ічіро, зіграли серію з двох ігор 28–29 березня. У першій грі Сіетл — на чолі з 4 ударами Ічіро — виграв 3–1 за 11 подач. «Марінерс» і «Атлетикс» повернулися в Токіо Доум для серії з двох ігор, щоб розпочати сезон Вищої бейсбольної ліги 2019 року, причому Ічіро завершив кар'єру професійного бейсболу після другої гри.
| Дата                 | Команда-переможець   | Результат | Команда програшу     | Відвідуваність |
| -------------------- | -------------------- | --------- | -------------------- | -------------- |
| 29 березня 2000 року | Чикаго Кабс          | 5–3       | Нью-Йорк Метс        | 55 000         |
| 30 березня 2000 року | Нью-Йорк Метс        | 5–1       | Чикаго Кабс          | 55 000         |
| 30 березня 2004 року | Тампа Бей Девіл Рейз | 8–3       | Нью-Йорк Янкіз       | 55 000         |
| 31 березня 2004 року | Нью-Йорк Янкіз       | 12–1      | Тампа Бей Девіл Рейз | 55 000         |
| 25 березня 2008 року | Бостон Ред Сокс      | 6–5       | Окленд Атлетик       | 44,628         |
| 26 березня 2008 року | Окленд Атлетик       | 5–1       | Бостон Ред Сокс      | 44,735         |
| 28 березня 2012 року | Сіетл Маринерс       | 3–1       | Окленд Атлетик       | 44,227         |
| 29 березня 2012 року | Окленд Атлетик       | 4–1       | Сіетл Маринерс       | 43,391         |
| 20 березня 2019 р    | Сіетл Маринерс       | 9–7       | Окленд Атлетик       | 45,787         |
| 21 березня 2019 р    | Сіетл Маринерс       | 5–4       | Окленд Атлетик       | 46,451         |

### Концерти
Корпорація Токіо Доум публікує список співаків і музичних груп, які виступали з моменту її відкриття в 1988 році. The Alfee провели свій перший концерт у Токіо Доум 19 березня 1988 року та 20 березня, через два дні після відкриття купола. 22 березня 1988 року та 23 березня Мік Джаггер став першим не японським артистом, який виступив у Токіо Доум.
Концерти проводяться в Токіо Доум упродовж декількох десятків днів щороку з часу його відкриття, в основному японські співаки та музичні групи. Згідно з офіційною статистикою, з моменту відкриття в 1988 році до травня 2023 року KinKi Kids провели найбільшу кількість сольних концертів у Токіо Доум упродовж 64 днів, за ними йдуть Arashi упродовж 58 днів і Kanjani Eight упродовж 41 дня. Усі вони були чоловічими ідол-групами з Johnny & Associates. Серед не японців The Rolling Stones і TVXQ провели найбільше сольних концертів упродовж 28 днів, за ними йдуть Майкл Джексон і Пол Маккартні упродовж 21 дня.
Майкл Джексон виступав там під час своїх трьох гастролей. У рамках другого етапу свого Bad World Tour він виступав на Tokyo Big Egg 9, 10, 11, 17, 18, 19, 24, 25 і 26 грудня 1988 року. У своєму наступному турі Dangerous World Tour він виступав на стадіоні під час першого матчу 12, 14, 17, 19, 22, 24, 30 і 31 грудня 1992 року. У своєму останньому турі HIStory World Tour він виступав на стадіоні кілька разів востаннє, 13, 15, 17 і 20 грудня 1996 року.
Джанет Джексон зіграла 4 концерти 17 і 18 травня, 6 і 7 листопада 1990 року під час свого світового туру Rhythm Nation. Вона повернулася у світовому турі Джанет 29 і 30 березня 1994 року та своєму турі All for You 17 і 18 січня 2002 року.
Гурт Guns N' Roses виступав там 19, 20 і 22 лютого 1992 року та 12, 14 і 15 січня 1993 року під час туру Use Your Illusion Tour, а потім знову 19 грудня 2009 року під час туру China Democracy.
Мадонна зіграла 5 концертів 13, 14, 16, 17 і 19 грудня 1993 року, які завершили її тур The Girlie Show. Вона також провела 2 концерти 20 і 21 вересня 2006 року в рамках Confessions Tour.
Мерая Кері вперше виступила там під час свого світового туру Daydream 7, 10 і 14 березня 1996 року, загалом зібравши 150 000 людей із трьома датами, вона встановила рекорд найбільш продаваних квитків менш ніж за 1 годину. У 1998 році співачка повернулася до Японії під час світового туру Butterfly, де побила свій старий рекорд, цього разу розпродавши 200 000 квитків менш ніж за 1 годину, було 4 концерти, 11, 14, 17 і 20 січня. Вона повернулася на стадіон для двох концертів у 2000 році зі своїм Rainbow World Tour.
10 квітня 2007 року Бейонсе розпочала перше шоу у своєму третьому концертному турі The Beyoncé Experience.
Coldplay виступали на цьому майданчику тричі; спочатку 19 квітня 2017 року під час туру A Head Full of Dreams Tour, а потім ще двічі 6 і 7 листопада 2023 року під час їхнього світового туру Music of the Spheres.
Тейлор Свіфт відкрила свій світовий тур 1989 року на цьому майданчику двома концертами 5 і 6 травня 2015 року, і вона зіграла ще 2 концерти 20 і 21 листопада 2018 року в рамках туру Reputation Stadium Tour. Вона також зіграла 4 концерти поспіль 7-10 лютого 2024 року для The Eras Tour.
Бруно Марс провів три концерти в жовтні 2022 року та повернувся ще на сім концертів у січні 2024 року, ставши найбільшим міжнародним шоу в Японії у 21 столітті.
BE: FIRST планують дати 2 концерти 2 і 3 березня 2024 року. BE: FIRST LIVE in DOME 2024 «Mainstream — Masterplan» — це перший концертний тур BE: FIRST у Dome разом із 2 концертами в Kyocera Dome у квітні 2024 року.

### Професійний реслінг
New Japan Pro Wrestling проводить захід із професійного реслінгу в Токіо Доум, який зараз називається Wrestle Kingdom, 4 січня кожного року, починаючи з 1992 року. У 2020 році подія розширилася до двох ночей, друга ніч припала на 5 січня. Ця подія є найбільшою в японському професійному реслінгу, і її порівнюють із провідною американською подією WWE WrestleMania з точки зору розміру та значення Інші компанії, такі як All Japan Pro Wrestling, Pro Wrestling Noah і WWE, раніше також проводили великі заходи в Токіо Доум.

### Бокс
У боксі Майк Тайсон двічі бився в Токіо Доум — успішно беззаперечно захистив титул проти Тоні Таббса в 1988 році, а також зазнав поразки, яка вважається однією із найбільших поразок в історії спорту, від Джеймса «Бастера» Дугласа в 1990 році.

### Кікбоксинг
Фінальний раунд турніру з кікбоксингу K-1 World Grand Prix проходив у Токіо Доум з 1997 по 2006 рік.

### Змішані бойові мистецтва
У Токіо Доум відбулися сім боїв зі змішаних єдиноборств Pride FC: Pride 1, Pride 4, Pride Grand Prix 2000 Opening Round, Pride Grand Prix 2000 Finals, Pride 17, Pride 23 і Pride Final Conflict 2003. Останній захід відвідало 67 451 глядачів.

### Американський футбол
Як частина American Bowl, Токіо Доум провів 13 передсезонних ігор Національної футбольної ліги між 1989 і 2005 роками. У грі 1996 року між «Сан-Дієго Чарджерз» і «Піттсбург Стілерс» троє японських півзахисників — Такуро Абе, Сігемаса Іто та Такахіро Ікеноуе зі Світової ліги американського футболу — стали першими японськими гравцями, які взяли участь у грі НФЛ; Абе та Іто спорадично з'являлися у спеціальних командах Чарджерів, тоді як Ікенуе був частиною захисту Стілерз.
| Дата            | Переможець         | Результат  | Команда, що програла | Відвідуваність |
| --------------- | ------------------ | ---------- | -------------------- | -------------- |
| Серпень 6, 1989 | Лос-Анджелес Ремс  | 16–13 (OT) | Сан-Франциско 49-рс  | 43,896         |
| Серпень 5, 1990 | Денвер Бронкос     | 10–7       | Сіетл Сіхокс         | 48,827         |
| Серпень 4, 1991 | Маямі Долфінс      | 19–17      | Лос-Анджелес Рейдерс | -              |
| Серпень 2, 1992 | Х'юстон Ойлерз     | 34–23      | Даллас Ковбойз       | -              |
| Серпень 1, 1993 | Нью-Орлеанс Сейнтс | 28–16      | Філадельфія Іглз     | -              |
| Серпень 7, 1994 | Міннесота Вікінгз  | 17–9       | Канзас-Сіті Чіфс     | 49,555         |
| Серпень 6, 1995 | Денвер Бронкос     | 24–10      | Сан-Франциско 49-рс  | -              |
| Липень 28, 1996 | Сан-Дієго Чарджерс | 20–10      | Піттсбург Стілерс    | -              |
| Серпень 2, 1998 | Грін-Бей Пекерс    | 27–24 (OT) | Канзас-Сіті Чіфс     | 42,018         |
| Серпень 6, 2000 | Атланта Фелконс    | 27–24      | Даллас Ковбойз       | -              |
| Серпень 2, 2003 | Тампа-Бей Баканірс | 30–14      | Нью-Йорк Джетс       | -              |
| Серпень 6, 2005 | Атланта Фелконс    | 27–21      | Індіанаполіс Кольтс  | 45,203         |

Студентський футбол грали в Токіо 17 років поспіль, у тому числі шість років на Токіо Доум через Coca-Cola Classic. У грудні 1993 року Wisconsin Badgers виграли чемпіонат коледжу з футболу у Великій Десятці та потрапили на свій перший «Роуз Боул» за 31 рік, перемігши Мічиган Стейт Спартанс з рахунком 41-20 в останньому матчі Coca-Cola Classic, перед майже 52 000 на Токіо Доум. За іронією долі, гру перенесли зі стадіону «Кемп Рендалл» у Медісоні, щоб старші «Баджерс» мали можливість насолодитися атмосферою гри в чашу.

### Футбольна асоціація
У 1993 році Астон Вілла зіграла з Верді Кавасакі в товариському матчі.

### Ралі вантажівок-монстрів
У 1989 році Асоціація хот-родів Сполучених Штатів провела одне з перших змагань на вантажівках-монстрах за межами Північної Америки в Токіо Доум.
Через 30 років Monster Jam уперше з'явився там.

### Фігурне катання
26 лютого 2023 року японський фігурист і дворазовий олімпійський чемпіон Ханю Юдзуру провів сольне льодове шоу під назвою Gift на Токіо Доум. Його шоу стало першим випадком, коли ковзанка була встановлена на багатоцільовому майданчику, розмір якої відповідає розміру олімпійської ковзанки з 60 м × 30 м. Шоу було зрежисовано самим Ханью у співпраці з японським хореографом Мікіко та виконувалося наживо з Токійським філармонічним оркестром серед інших, встановивши новий рекорд глядацької аудиторії для льодових шоу з 35 000 глядачів. 14 липня 2023 року подія була розповсюджена американським каналом за підпискою Disney+ по всьому світу.